# Mosca addio
Mosca addio è un film del 1987 diretto da Mauro Bolognini.

## Trama
La scienziata dissidente Ida Nudel, ebrea russa, stanca di vivere in un regime intollerante, chiede il permesso di espatriare insieme al suo compagno Juli e a sua sorella Elena. Mentre a questi ultimi due viene concesso il visto, a lei viene negato.
Rimasta sola in Russia, si batte per i diritti del suo popolo ma viene arrestata e condannata ai lavori forzati in Siberia. Sottoposta a soprusi e umiliazioni, le viene confiscata la casa ed è costretta alla miseria. Rifugiatasi in un villaggio nei dintorni di Mosca, riesce a incontrare clandestinamente due giornalisti europei che danno visibilità al suo messaggio in occidente.

## Colonna sonora
La colonna sonora di questo film è stata composta da Ennio Morricone ed è stata pubblicata in CD nel 2007 dall'etichetta Salmel. È organizzata in 22 brani.
| 1  | Titoli                               | 4:51 |
| 2  | Nel manicomio                        | 2:39 |
| 3  | Distacco                             | 1:24 |
| 4  | Viaggio                              | 3:07 |
| 5  | Ricordo di Mosca                     | 4:50 |
| 6  | La casa                              | 1:56 |
| 7  | L'arresto                            | 0:33 |
| 8  | In un interno                        | 1:01 |
| 9  | Un addio nel cuore                   | 4:51 |
| 10 | Lavori forzati                       | 2:59 |
| 11 | Suoni dai giardini                   | 2:03 |
| 12 | Siberia                              | 3:40 |
| 13 | Partenza                             | 2:32 |
| 14 | Canzone senza parole                 | 2:52 |
| 15 | La casa                              | 1:53 |
| 16 | Mosca addio (Felice nell'infelicità) | 1:49 |
| 17 | Un addio nel cuore                   | 1:49 |
| 18 | Canzone senza parole                 | 3:00 |
| 19 | Viaggio                              | 1:41 |
| 20 | Mosca addio (Grido di sofferenza)    | 5:23 |
| 21 | Mosca addio (Sempre lontano)         | 0:50 |
| 22 | Mosca addio (Titoli di coda)         | 4:48 |

## Riconoscimenti
- 1987 - David di Donatello
  - Migliore attrice protagonista a Liv Ullmann
- 1987 - Nastro d'argento
  - Candidata per la Migliore attrice straniera a Liv Ullmann
- 1987 - Montréal World Film Festival
  - Premio della giuria ecumenica a Mauro Bolognini